# Männedorf
Männedorf (toponimo tedesco) è un comune svizzero di 10 830 abitanti del Canton Zurigo, nel distretto di Meilen; ha lo status di città.

## Geografia fisica
Männedorf si affaccia sul Lago di Zurigo.

## Monumenti e luoghi d'interesse

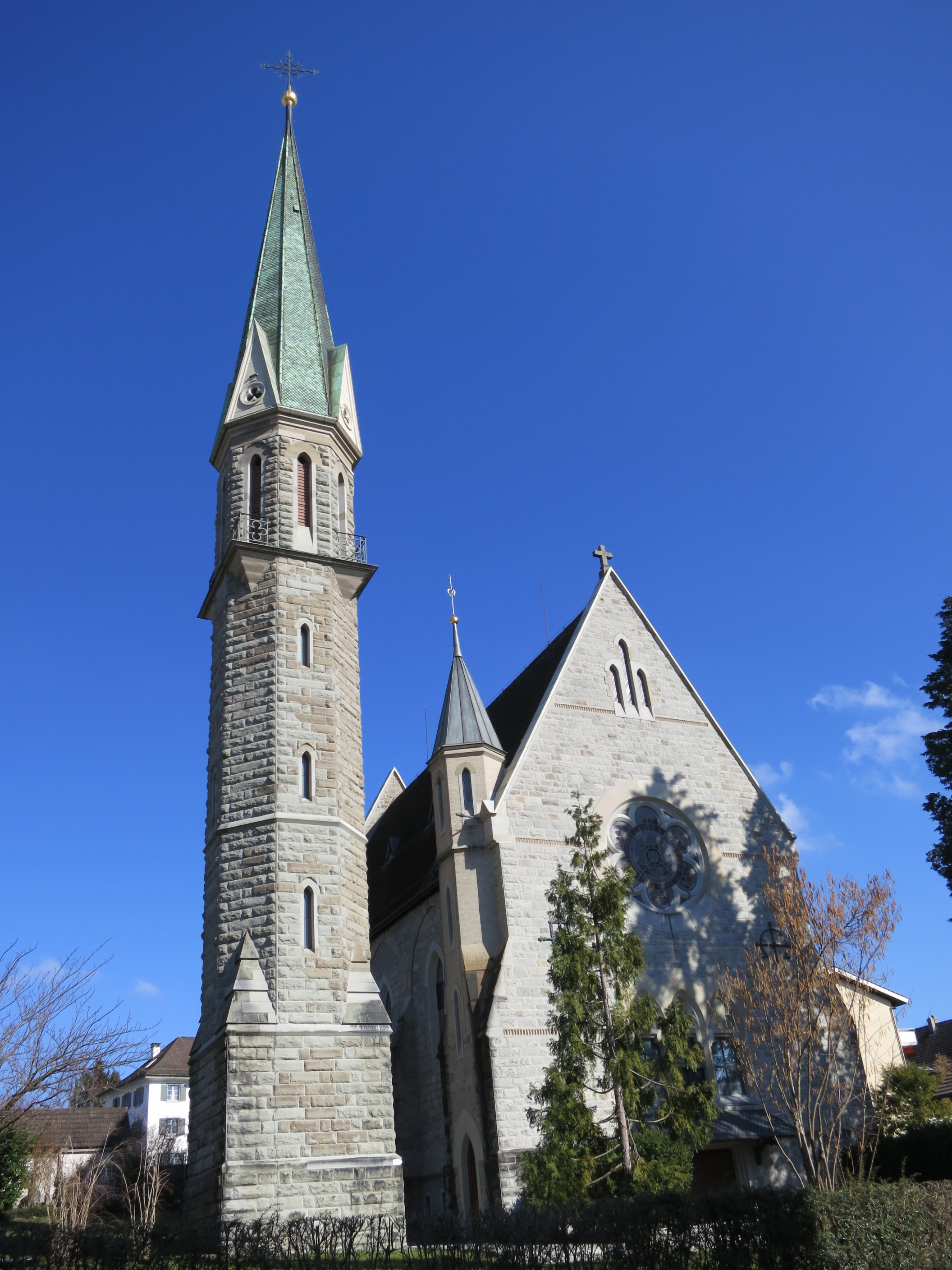
La chiesa di Santo Stefano

- Chiesa riformata (già dei Santi Stefano e Lorenzo), attestata dal 1200 e ricostruita nel 1657[1];
- Chiesa cattolica di Santo Stefano, eretta nel 1893-1894[1].

## Società

### Evoluzione demografica
L'evoluzione demografica è riportata nella seguente tabella:
Abitanti censiti

## Infrastrutture e trasporti
Männedorf è servito dall'omonima stazione sulla Rechtsufrige Zürichseebahn (linea S7 della rete celere di Zurigo).

## Amministrazione
Ogni famiglia originaria del luogo fa parte del cosiddetto comune patriziale e ha la responsabilità della manutenzione di ogni bene ricadente all'interno dei confini del comune.